# Makīs Alkiviadīs
Makīs Alkiviadīs (in greco: Μάκης Αλκιβιάδης; 1º gennaio 1943) è un ex calciatore cipriota, di ruolo portiere.

## Carriera
Ha giocato 16 partite con la Nazionale cipriota tra il 1968 e il 1975.